# Мельничное (озеро, Костанайская область)
Мельничное (каз. Мельничное) — озеро в Костанайском районе Костанайской области Казахстана. Находится в 2 км к юго-востоку от посёлка Озёрное.
По данным топографической съёмки 1943 года, площадь поверхности озера составляет 1,23 км². Наибольшая длина озера — 1,7 км, наибольшая ширина — 1 км. Длина береговой линии составляет 4,5 км, развитие береговой линии — 1,14. Озеро расположено на высоте 186,9 м над уровнем моря.